# Vicky von der Lancken
Vicky Lillemor Birgitta von der Lancken, ursprungligen Lillemor Lindberg, född 4 juli 1942 i Jönköping, är en svensk nöjesproducent och teaterchef samt delägare vid Oscarsteatern i Stockholm.
Hon gifte sig 1966 med Ernst von der Lancken men skilde sig tre år senare.

## Biografi
Karriären för von der Lancken började 1971, då hon var tidigt engagerad i Yrkes-trubadurernas förening (YTF). Hon har varit inblandad i scenproduktionerna av bland annat Rhapsody In Rock, Hotelliggaren, Svensson, Svensson, Glenn Killing på Grand, Som om inget hade hänt, Maken till fruar, Lorry, Tältprojektet, Fångad på nätet, Lögn i helvete, Kvarteret Skatan på Rival och Singin' in the rain. Sedan 1989 har Vicky von der Lancken koncentrerat sig på musikal- och teaterproduktioner så som Sugar - I hetaste laget, My Fair Lady, scenproduktionen av Rain Man, Robert Gustafssons 25-årsjubileumsrevy, La Cage aux Folles. Hon har även genomfört ett par produktioner utomlands, i London och Barcelona.
Hennes bolag Vicky Nöjesproduktion producerar turnéer, mindre föreställningar och evenemang i Sverige och utomlands. Hon driver även en sommarteater i Kalmar vid namn Krusenstiernska teatern.
Den 2 februari 2011 mottog hon Smilbandspriset för 2010 ur kung Carl XVI Gustafs hand. Den 8 augusti 2011 debuterade von der Lancken som sommarvärd i Sommar i P1 i Sveriges Radio.
Hon är en av grundarna av välgörenhetsorganisationen Min Stora Dag.
Den 6 mars 2003 dömdes Vicky von der Lancken för grovt skattebrott av Stockholms tingsrätt. Hon hade tagit ut 600 000 kronor ur sitt eget bolag genom en falsk faktura. Enligt hennes utsago i tingsrätten var syftet att hjälpa en vän i ekonomisk knipa. Vännens namn ville hon dock inte uppge i domstolen. von der Lancken dömdes till ett års fängelse, som hon avtjänade på den öppna anstalten Sagsjön i fem månader.